# Аминево (Баймакский район)
Аминево (баш. Әмин) — деревня в Баймакском районе Республики Башкортостан Российской Федерации. Входит в состав Темясовского сельсовета.

## География

### Географическое положение
Находится на левом берегу реки Сакмары.
Расстояние до:
- районного центра (Баймак): 54 км,
- центра сельсовета (Темясово): 3 км,
- ближайшей железнодорожной станции (Сибай): 98 км.

## Население
| 2002 | 2009 | 2010 |
| ---- | ---- | ---- |
| 284  | ↘274 | ↗277 |

Согласно переписи 2002 года, преобладающая национальность — башкиры (99 %).

## Религия
В деревне есть мечеть.

## Известные уроженцы, жители
- Юсупов, Вакиль Бареевич (1952—2025) — башкирский актёр, народный артист Башкирской АССР.